# JMP (software estadístico)
JMP (pronunciado «jump») es un conjunto de programas informáticos para el análisis estadístico y el aprendizaje automático desarrollado por JMP, una filial de SAS Institute. El programa se lanzó en 1989 para aprovechar la interfaz gráfica de usuario introducida por los sistemas operativos Macintosh. Desde entonces, se ha reescrito de forma significativa y está disponible para el sistema operativo Windows.
El software se centra en el análisis visual exploratorio, en el que los usuarios investigan y exploran datos. También permite verificar estas exploraciones mediante pruebas de hipótesis, minería de datos u otros métodos analíticos. Los descubrimientos realizados con las herramientas analíticas de JMP suelen aplicarse al diseño experimental.
JMP se utiliza en aplicaciones como minería de datos, Six Sigma, control de calidad, diseño de experimentos, así como para la investigación en ciencia, ingeniería y ciencias sociales. El software puede adquirirse en cualquiera de sus cinco configuraciones: JMP, JMP Pro, JMP Clinical, JMP Genomics y JMP Live. JMP puede automatizarse con su lenguaje de programación propio, JSL.

## Historia
JMP fue desarrollado a mediados y finales de los años 80 por John Sall y un equipo de desarrolladores para aprovechar la interfaz gráfica de usuario introducida por el Apple Macintosh, que originalmente significaba «John's Macintosh Project» y se lanzó por primera vez en octubre de 1989. Fue utilizado principalmente por científicos e ingenieros para el diseño de experimentos (DOE), el apoyo a la calidad y la productividad (Six Sigma) y el modelado de la fiabilidad. Los fabricantes de semiconductores también se encontraban entre los primeros usuarios de JMP.
Los gráficos interactivos y otras características se añadieron en 1991 con la versión 2.0, que se presentó en la Macworld Expo de 1991. La versión 2 era el doble de grande que la original, aunque todavía se entregaba en un disquete. Requería 2 MB de memoria y venía con 700 páginas de documentación. El soporte para Microsoft Windows se añadió con la versión 3.1 en 1994. Reescrito con la versión 4 y lanzado en 2002, JMP podía importar datos de una mayor variedad de fuentes de datos y añadió soporte para gráficos de superficie. La versión 4 también añadió previsiones de series temporales y nuevos modelos de suavizado, como el método de suavizado estacional, llamado Método de Winter, y ARIMA (Media Móvil Autorregresiva Integrada). También fue la primera versión compatible con JSL (JMP Scripting Language).
En 2005, se añadieron herramientas de minería de datos como un árbol de decisión y una red neuronal con la versión 5, así como compatibilidad con Linux, que posteriormente se retiró en JMP 9. Más tarde, en 2005, se introdujo JMP 6. JMP comenzó a integrarse con SAS en la versión 7.0 en 2007 y ha reforzado esta integración desde entonces. Los usuarios pueden escribir código SAS en JMP, conectarse a servidores SAS y recuperar y utilizar datos de SAS. En la versión 7 se añadió soporte para gráficos de burbujas JMP 7 también mejoró la visualización de datos y los diagnósticos.
JMP 8 se lanzó en 2009 con nuevas funciones de arrastrar y soltar y una versión de 64 bits para aprovechar los avances en el sistema operativo Mac. También añadió una nueva interfaz de usuario para construir gráficos, herramientas para experimentos de elección y soporte para Life Distributions. Según Scientific Computing, el software tenía mejoras en "gráficos, control de calidad, facilidad de uso, integración con SAS y áreas de gestión de datos."  En 2010, JMP 9 añadió una nueva interfaz para utilizar el lenguaje de programación R desde JMP y un complemento para Excel. Se reconstruyó la pantalla principal y se introdujeron mejoras en las simulaciones, los gráficos y una nueva plataforma de Degradación. En marzo de 2012, la versión 10 introdujo mejoras en la minería de datos, el análisis predictivo y la construcción automatizada de modelos.
La versión 11 se lanzó a finales de 2014. Incluía nuevas características de facilidad de uso, un asistente de importación de Excel y características avanzadas para el diseño de experimentos. Dos años más tarde, se presentó la versión 12.0. Según Scientific Computing, añadió un nuevo submenú de herramientas «Modeling Utilities», mejoras de rendimiento y nuevas características técnicas para el análisis estadístico. La versión 13.0 se lanzó en septiembre de 2016 e introdujo varias mejoras en los informes, la facilidad de uso y su manejo de grandes conjuntos de datos en memoria. La versión 14.0 se lanzó en marzo de 2018; las nuevas funcionalidades incluían una herramienta de gestión de archivos de Proyectos junto con la capacidad de utilizar sus propias imágenes como marcadores en su gráfico.
JMP fue desarrollado originalmente por una unidad de negocio de SAS Institute. En 2011, contaba con 180 empleados y 250.000 usuarios. En enero de 2021, JMP Statistical Discovery, LLC se convirtió en una filial propiedad de SAS.
JMP lanzó un nuevo software de modelado de ecuaciones estructurales en la década de 2020 en la versión 15.2. En marzo de 2021, JMP introdujo la versión 16 del software JMP, que mejoraba el modelado de ecuaciones estructurales y añadía funciones para ayudar a determinar el mejor modelo a utilizar para los datos analizados. JMP/JMP Pro 17 se lanzaron en octubre de 2022.
El lanzamiento de JMP 18 y JMP Pro 18 está previsto para principios de 2024.

## Software
JMP se compone de JMP, JMP Pro, JMP Clinical y JMP Genomics, y JMP Live. Anteriormente incluía la aplicación Graph Builder para iPad. JMP Clinical y JMP Genomics combinan JMP con el software SAS.
El software tiene un diseño de menú simple, con información organizada a través de múltiples ventanas o bajo múltiples pestañas dentro de una sola ventana. Se generan menús contextuales adicionales con nueva salida. Las aplicaciones principales del software son para experimentos diseñados y análisis de datos estadísticos de procesos industriales. JMP se puede utilizar junto con los lenguajes de programación de código abierto R y Python para acceder a funciones no disponibles en el propio JMP.
El software JMP se centra en parte en el análisis exploratorio y la visualización de datos. Está diseñado para que los usuarios investiguen los datos con el fin de aprender algo inesperado, en lugar de confirmar una hipótesis. JMP vincula los datos estadísticos a gráficos que los representan, de modo que los usuarios pueden desglosar o ampliar para explorar los datos y las distintas representaciones visuales de los mismos. Cuando los usuarios interactúan con los objetos gráficos, los puntos correspondientes de otras tablas se actualizarán en consecuencia. Por ejemplo, un usuario puede seleccionar puntos en un gráfico y compararlos con los puntos correspondientes de la tabla de datos, para facilitar el descubrimiento de estructuras ocultas dentro del conjunto de datos.
JMP cuenta con una serie de capacidades relacionadas con la inteligencia artificial y el aprendizaje automático intuitivo, incluido el soporte para la creación de modelos que incorporan técnicas de modelado predictivo como redes neuronales, regresión avanzada y aprendizaje de árboles de decisión.
Se trata de una aplicación de escritorio con una interfaz de usuario basada en un asistente, mientras que SAS puede instalarse en servidores. Según un artículo publicado en Pharmaceutical Statistics, JMP se utiliza a menudo como interfaz gráfica para un sistema SAS, que realiza el análisis estadístico y las tabulaciones. JMP Pro está pensado para científicos de datos y hace hincapié en la modelización predictiva avanzada y la selección de modelos. JMP Genomics, utilizado para analizar y visualizar datos genómicos, requiere un componente SAS para funcionar y puede acceder a procedimientos SAS/Genetics y SAS/STAT o invocar macros SAS.  JMP Clinical, utilizado para analizar datos de ensayos clínicos, puede empaquetar código SAS dentro del lenguaje de scripting JSL y convertir código SAS a JMP.

## Lenguaje de scripting JMP(JSL)
El lenguaje de scripting JMP (JSL) es un lenguaje interpretado para recrear resultados analíticos y para automatizar o ampliar la funcionalidad del software JMP. JSL se introdujo por primera vez en la versión 4 de JMP en 2000. JSL tiene una sintaxis similar a LISP, estructurada como una serie de expresiones. Todos los elementos de programación, incluidas las sentencias if-then y los bucles, se implementan como funciones JSL. Las tablas de datos, los elementos de visualización y los análisis se representan mediante objetos en JSL que se manipulan con mensajes con nombre. Los usuarios pueden escribir secuencias de comandos JSL para realizar análisis y visualizaciones no disponibles en la interfaz de apuntar y hacer clic o para automatizar una serie de comandos, como los informes semanales. También se puede ejecutar código SAS, Python, R y Matlab mediante JSL.

## Aplicaciones destacadas
JMP se utiliza para análisis, modelado predictivo, aprendizaje automático y minería de datos en diversos sectores.

### Ingeniería química
JMP se utiliza en la industria química para aplicaciones como la quimiometría, y el diseño de experimentos, incluyendo la metodología de superficie de respuesta. Es comúnmente utilizado por los ingenieros químicos, ya que contiene algoritmos de regresión lineal múltiple que trabajan en conjunto con su software de diseño experimental.

### Electrónica
JMP se utiliza en la fabricación de productos electrónicos, especialmente en áreas como el modelado de dispositivos semiconductores.

### Ciencias del medio ambiente
En 2007, WildTrack, una organización de seguimiento de la fauna salvaje, empezó a utilizar el PCM con el sistema FIT (Tecnología de Identificación de Huellas) para identificar animales en peligro de extinción por sus huellas. En 2009, el Jardín Botánico de Chicago utilizó el PCM para analizar datos de ADN de frutos del árbol del pan tropicales. Los investigadores determinaron que este fruto sin semillas y rico en almidón se creó mediante la hibridación deliberada de dos frutas, el árbol del pan y el dugdug.

### Farmacéutica
JMP tiene amplias aplicaciones para la industria farmacéutica en áreas como el modelado molecular, la calidad por diseño, el control estadístico de procesos, y el diseño de experimentos. El software es utilizado en el desarrollo farmacéutico por empresas como Eli Lilly y Regeneron Pharmaceuticals.

### Salud y ciencias de la vida
JMP Clinical y JMP Genomics se utilizan ampliamente en la investigación médica y la biociencia. El laboratorio Herzenberg de Stanford ha integrado JMP con el clasificador celular activado por fluorescencia (FACS). El sistema FACS se utiliza para estudiar el VIH, el cáncer, las células madre y la oceanografía.
JMP Pro también es utilizado por el consorcio de investigación Target Malaria en Europa y África a través de una licencia con su institución principal, el Imperial College de Londres. El mayor acceso a la herramienta ha contribuido desde entonces a agilizar considerablemente la investigación en varios frentes: ha ayudado a los equipos de investigación a estandarizarse en torno a las mejores prácticas, ha facilitado un intercambio más fluido de conjuntos de datos, ha proporcionado una plataforma para el análisis exploratorio visual y ha hecho posibles análisis avanzados que los investigadores no podían realizar con software de código abierto.

## Lectura adicional
- Holland, Wayne (1 de febrero de 2007), JMP 6.0.3: la herramienta interactiva de análisis estadístico y exploratorio de datos satisface las necesidades estadísticas de prácticamente cualquier usuario, Operations Research Management Science Today.